# Always Be Good To Your Enemies
Always Be Good To Your Enemies je prvi nosač zvuka bosanskohercegovačkog pjevača Davora Matoševića. Veličine je EP-a. Objavljen je na CD-u. Sve su skladbe autorsko djelo Davora Matoševića. Zvučni inženjer na izradi albuma bio je Krešimir Jukić, masterirao i miksao je Goran Martinac. Sve su skladbe na engleskom jeziku. 
Davor Matošević je za ovaj EP dobio prvu nagradu stručnoga ocjenjivačkog suda Nagrade Indexi.

## Pjesme
- Footsteps 	5:00
- Colors 	5:28
- The Truth 	3:39
- We (Something For Us) 4:14

## Vanjske poveznice
- (eng.) Discogs